# Franjevački samostan i crkva Uznesenja Blažene Djevice Marije u Širokom Brijegu
Crkva Uznesenja Blažene Djevice Marije rimokatolička je crkva na Širokom Brijegu.
Temelji crkve položeni su 23. srpnja 1846. godine. Dimenzije tadašnje crkve bile su 20×10 metara. Godine 1871. podignut je i zvonik.
Međutim, 1863. je odlučeno da se gradi nova crkva po nacrtima Mattea Lorenzonija. Nova je crkva zamišljena kao trobrodna bazilika u stilu talijanskog baroka, s dva tornja i kupolom poviše oltara. Ovaj plan nije ostvaren zbog manjka sredstava i iskusnih majstora. Nacrt crkve je sačuvan.
Zgrada je stare crkve 1905. godine porušena. Dana 20. lipnja 1905. godine polaže se kamen temeljac u gradnji nove crkve u kasnoromaničkom stilu po nacrtu M. Davida. Krov je podignut 1911. godine, sjeverni zvonik 1927. godine, a svodovi srednje lađe, preinačeni prema nacrtima Stjepana Podhorskoga, izvedeni su 1938.
Crkva je duga 50 m, široka 26 m, a visina je zvonika 32 m. Glavna lađa odijeljena je od bočnih masivnim kamenim stupovima romaničkog izgleda. Oltar je ukrašen motivima sa stećaka i kao takav postavljen 1978. godine. Svetohranište je izgrađeno od hercegovačkog granita s brončanim vratima u visokom reljefu slično propovjedaonici sa simbolima četiriju evanđelista. Oltar, svetohranište i propovjedaonica djelo su akad. kipara Ante Starčevića. Kip Gospe potječe od talijanskih majstora iz sredine 19. stoljeća. Vitraje u crkvi izradila je radionica Dedić, Koch i Marinković u Zagrebu 1912. godine, a postaje Križnog puta uradio je akad. slikar Rudolf Labaš 1983.
U lijevoj bočnoj lađi crkve nalaze se grobovi poznatih franjevaca: fra Didaka Buntića (graditelja crkve i narodnog prosvjetitelja) i Rafe Barišića (prvog hercegovačkog biskupa).U desnoj bočnoj lađi nalazi se grobnica s posmrtnim ostacima franjevačkih mučenika koje su partizani pobili i spalili u samostanskom vrtu nakon pada Širokog Brijega 7. veljače 1945. godine. Također, u ovu su grobnicu položeni posmrtni ostatci i drugih franjevaca koji su stradali 1945. godine, a tek su im nakon Domovinskog rata aktivnošću Hercegovačke franjevačke provincije, posmrtni ostatci pronađeni u Zagvozdu u Imotskoj krajini i Vrgorcu, a isto tako bit će položeni i svi drugi posmrtni ostaci hercegovačkih fratara koje će se pronaći istražujući.
Stilizirani prikaz crkve nalazi se na grbu općine kao i na grbovima športskih društava i raznih kulturno-umjetničkih organizacija.

## Galerija
- Crkva i samostan u Širokom Brijegu, slika glavnog ulaza u crkvu sa zapadne strane
- Crkva u Širokom Brijegu, slika pogled sa sjevera
- Slika crkve s istočne strane
- Crkva i gimnazija u Širokom Brijegu, zračna snimka iz 1936.

## Vanjske poveznice
- Pobijeni.info Stanko Mabić: Sto godina nove crkve na Širokom Brijegu. Franjevci i glazbena baština crkve i samostana na Širokom Brijegu